# Mihail Buracu
Mihail Buracu (n. 24 martie 1930, Turnu Severin – d. 6 martie 2011) a fost un senator român în legislatura 1992-1996 ales în județul Mehedinți pe listele partidului PNȚCD. Mihail Buracu a fost fiul preotului Coriolan Buracu (1888-1964), senator în perioada interbelică, și fratele lui Octavian Buracu, primul primar al Clujului de după căderea comunismului. În cadrul activității sale parlamentare, Mihail Buracu a inițiat o singură moțiune și a făcut două propuneri legislative.
Mihail Buracu a fost deținut politic sub regimul comunist.